# 片桐諭
片桐 諭（かたぎり さとし、1976年4月28日 - ）は、日本の実業家・プロ野球機構運営者。日本女子プロ野球機構代表。

## 経歴・人物
大阪府和泉市出身。関西大学を卒業後、大手広告代理店・電通の営業マンとなる。
2007年8月に営業先の取引相手であるわかさ生活社長・角谷建耀知と共に全国高等学校女子野球選手権大会を観戦、女子野球の存在を知る。
2009年1月26日に角谷から女子プロ野球リーグ設立を要請される。当初、角谷は関西独立リーグへ女子の参加を求めたが当時の代表である中村明と折り合いがつかず女子リーグそのものの設立を考案した。
2月24日、正式に要請を受諾した後6月に日本女子プロ野球機構を発足。
8月17日、公式に設立し機構代表に就任した。